# Sivas

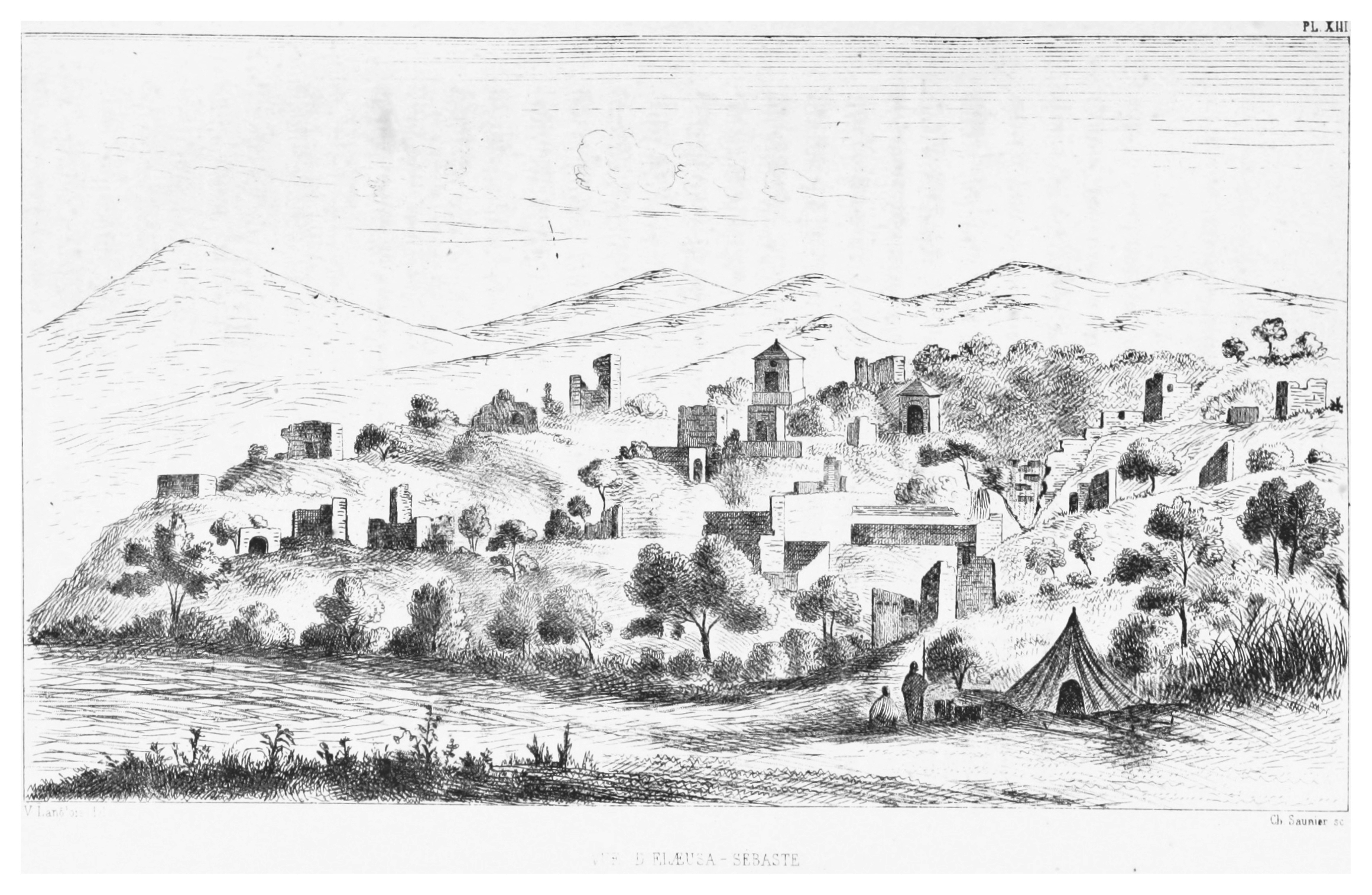
SEBASTE (1860)

Sivas (cunoscut și ca Sevastia sau Sebaste, în greacă Σεβάστεια, în armeană Սեբաստիա, în kurdă Sêwas) este un oraș din Turcia.

## Sevastia sau Sebaste în tradiția creștină
Sebaste este o veche localitate în Armenia antică. Aici, în anul 324, 40 de soldați creștini aparținând Legiunii a XII-a Fulminata (Legio duodecima Fulminata), a cărei garnizoană se afla la Melitene, au fost torturați și omorâți din ordinul lui Licinius.
Sărbătoarea celor 40 de Sfinți Mucenici este pe 9 martie în calendarul creștin ortodox și pe 10 martie în cel catolic.
Fiind una din primele localități ai cărei locuitori au cunoscut creștinismul, a rămas în tradiția Bisericii Catolice să numească cu acest titlu episcopii fără sediu titular (episcopii auxiliari sau cei cu funcții în Curia Romană).

## Personalități născute aici
- Blasiu de Sebastia (? - 316), episcop sanctificat;
- Mechitar de Sebastia (1676 - 1749), călugăr armean, om de cultură;
- Mustafa Balel (n. 1945), scriitor;
- Celil Nalçakan (n. 1978), actor;
- Husik Santurian (1920 - 2011), arhiepiscop al Bisericii Apostolice Armene;
- Taha Akgül (n. 1990), sportiv la lupte libere;
- Merve Erbektaș (n. 1996), handbalistă.